# Hans Brunnberg

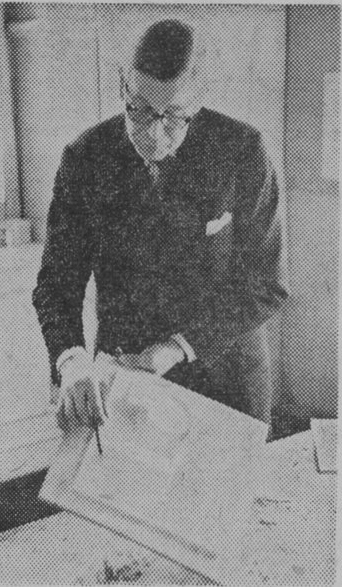
Hans Brunnberg

Hans Axel Brunnberg, född 28 oktober 1911 i Stockholm, död 31 oktober 1981 i Oscars församling i Stockholm, var en svensk arkitekt och professor vid Kungliga Konsthögskolan.

## Biografi
Brunnberg studerade vid Kungliga Tekniska högskolan till 1936 med fortsatta studier vid Kungliga Konsthögskolan till 1941. Han var anställd hos Wejke & Ödéen, Erik Lallerstedt och Gunnar Asplund 1936–1941. Åren 1941–1945 var han sektionschef vid flygförvaltningen. Från 1945 var han verksam vid Byggnadsstyrelsen och byggnadsråd 1951–1958. Han drev egen arkitektverksamhet i Stockholm från 1945.
Brunnberg var professor i arkitektur vid arkitekturskolan vid Kungliga konsthögskolan 1958–1965 och var skolans direktör 1959–1969. Han var ordförande i mentalsjukvårdsberedningen 1961–1968. Vidare organisations-, lokalförsörjnings- och utrustningsfrågor för sjukvård, högskoleutbildning och forskning, samt stort antal kommittéuppdrag bland annat Stockholms skönhetsråd 1952–1958.
Åren 1960–1962 utarbetade han riktlinjer för campusområdet vid Umeå universitet, som då var under uppbyggnad, inspirerad av universitetet i Århus, Danmark, som byggts kring en central park med stor damm i mitten.
Brunnberg var son till Axel Brunnberg och far till Olof Brunnberg, Kerstin Brunnberg och Klas Brunnberg.
Hans Brunnberg är begravd på Galärvarvskyrkogården i Stockholm.

## Verk i urval

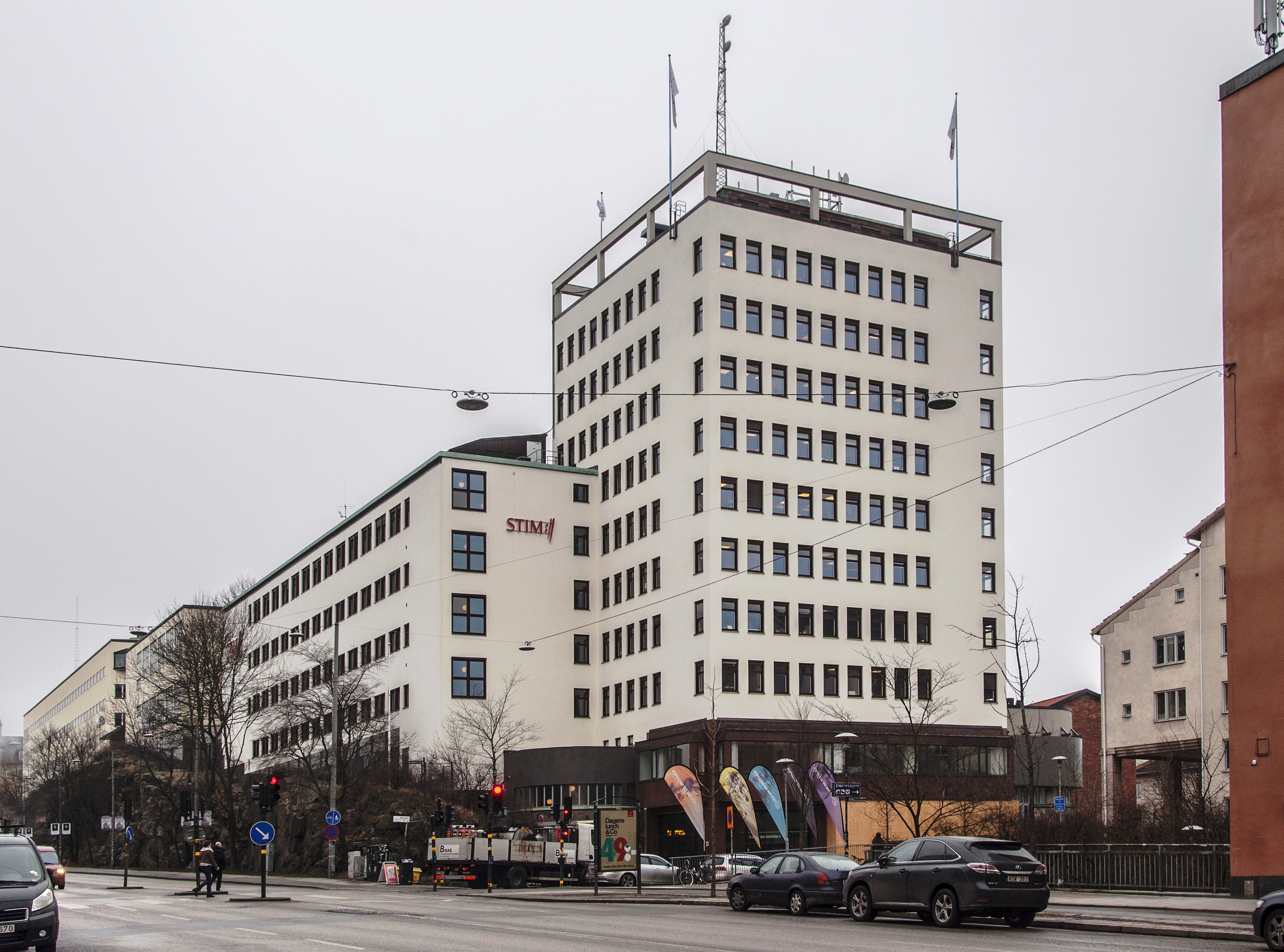
Telegrafverkets undervisningsanstalt.

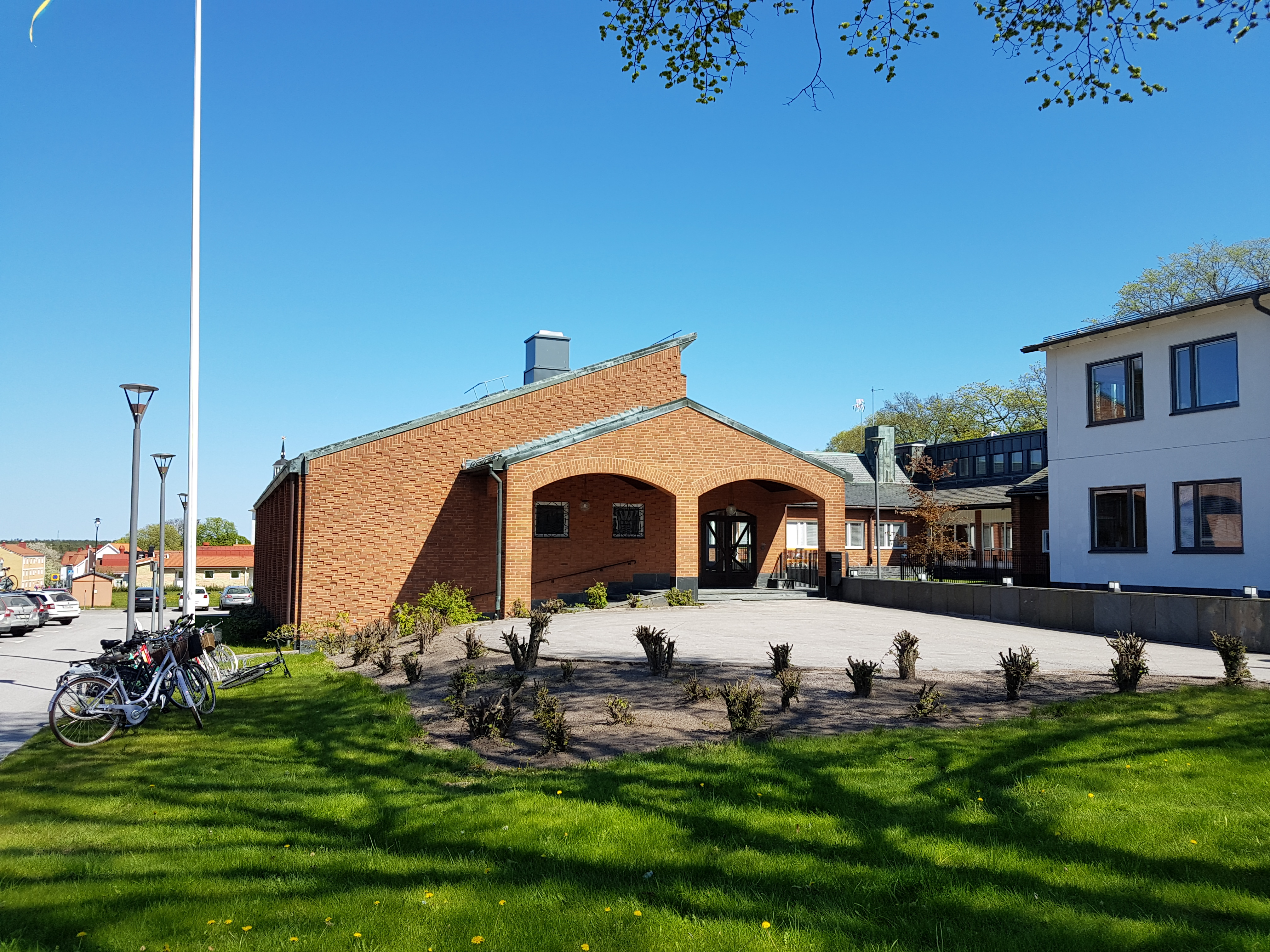
Tingshus i Västervik

- Telegrafverkets undervisningsanstalt, Hornsgatan 103, Stockholm, 1949 (tillsammans med Hans Neumüller).[3]
- Tingshus, Klippan 1951–1952, tillbyggnad 1964–1966[4]
- Tingshus, Västervik 1958[5]
- Tingshus, Oskarshamn 1965[6]
- Tingshus, Kalmar 1964–1965[7]
- Tingshus, Halmstad.[8]
- Generalplan och byggnader för medicinska och naturvetenskapliga ämnen vid Umeå universitet, 1963–1967.
- Byggnad för televerket i Halmstad.
- Vårdbyggnader, bland annat ålderdomshem, i Grytnäs (resultat av tävling).
- Ålderdomshem kv. Ånn 7, Årstavägen 112, Stockholm, 1964–1967[9]
- Anläggningar för vetenskaplig försöksverksamhet vid bland annat KTH, Kungliga Tekniska Högskolan och gamla Skogshögskolan i Stockholm.